# アダムの言語
アダムの言語 (英：Adamic language) とは、ユダヤ教徒 (ミドラーシュに記録されているように) といくらかのキリスト教徒によれば、アダム (とおそらくイヴ) によってエデンの園で話されていたとされる言語である。これは神がアダムと交信するために使用した言語 (神の言語 en:divine language) とも、創世記2:19にあるようにアダムが (イヴを含む) 万物を命名するのに発明した言語とも、さまざまに説明される。

## 中世
ミドラーシュなどの伝統的ユダヤの注釈では、アダムはヘブライ語を話していたとされる。なぜなら彼がイヴに与えた名前の "Isha" (創世記 2:23) と "Chava" (創世記 3:20) はヘブライ語でしか意味をなさないからである。一方カバラ主義では、ヘブライ語で書かれたトーラーと同一ではない「永遠のトーラー」を想定した。こうして13世紀のアブラフィア (en:Abulafia) は、楽園で話されていた言語はヘブライ語と異なると推定し、キリスト教徒の著述家にも広まっていた、言語的刺激にさらされなかった子どもは自動的にヘブライ語を話す、という主張を退けた。
エーコ (1993) によれば、創世記では言語の混乱 (創世記 11:1-9) までアダムの言語がアダムの子孫によって保存されていたか、それともバベル以前 (創世記 10:5) でさえ自然に発展していったのかどうか、曖昧である。
ダンテは『俗語論』でこの話題について述べた。彼の議論では、アダムの言語は神的な起源をもつので変化しない。彼はまた、創世記によれば最初の発話行動は蛇に話しかけたイヴによるもので、アダムによるものではない。
しかし彼の神曲で、ダンテは考えを改めてアダムの言語はアダムの産物として扱った。これはすでにアダムの言語は不変な物とみなされないことの結果で、そしてヘブライ語も楽園の言語と同一と見なすことができなくなった。 ダンテの結論 (Paradiso XXVI) では、ヘブライ語はアダムの言語の派生である。特に、学問的伝統での神の主要な名であるエルは、異なるアダムの言語の神の名から派生したもののはずであり、ダンテはそれをIとした。

## 近世
エリザベス朝の学者のジョン・ディーは、自身と霊媒エドワード・ケリーの個人日誌に記録したオカルト言語または天使語について、記述している。ディーの日誌ではこの言語をエノク語とのべたことはなく、その代わりに「天使的 (Angelical)」「天空の言葉 (Celestial Speech) 」「天使たちの言語 (Language of Angels)」「神-キリストの最初の言語」「神聖言語 (Holy Language) 」「アダム的 (Adamical)」と言及した。なぜならディーの天使によれば、これはアダムが万物を名づけるため使用した言語だからである。この言語が後にエノク語と名付けられたのは、ディーの主張によれば（ディーとケリー以前で）聖書の族長のエノクがこの言語を知っていた最後の人間だったからである。

## 近代

### 末日聖徒運動
末日聖徒運動 (通称モルモン教) の創設者のジョセフ・スミス・ジュニアは、ジョセフ・スミス訳聖書 (en:Joseph Smith Translation of the Bible) (霊感訳 "Inspired Version" とも、同題で RLDS により出版) で、アダムの言語は「純粋で汚されていなかった」と主張する。末日聖徒 en:Latter-day Saints (LDS またはモルモン教徒)の幾人かは神の言語であったと信じる。
ブリガム・ヤングや オーソン・プラット (en:Orson Pratt) やエリザベス・アン・ホイットニー (en:Elizabeth Ann Whitney) といった初期のモルモン教徒の指導者の幾人かは、啓示によってアダムの言語のいくつかの単語を受け取ったと主張した。モルモン教徒のなかには、アダムの言語はゼファニヤによって話され世界の終末には人類の普遍言語として回復されるだろう「純粋言語」だと信じる人もいる。
モルモン教の使徒 (en:Apostle (LDS Church)) であるオルソン・プラットは、ミズーリ州デイビース郡の入植地「アダム・オンディ・アーマン」(en:Adam-ondi-Ahman) の一部の "Ahman" はアダムの言語での神の名であったと言明した。en:Joseph Smith Papers からの1832年の手書きの「純粋言語の一例」(A Sample of the Pure Language) と題されたページは、伝えられる所によればスミスによって "Br. Johnson" に口述筆記させたものだが、神の名は Awmen と述べている。
モルモン教のエンダウメント (en:Endowment (Latter Day Saints)) の en:prayer circle で、 "Pay Lay Ale",という単語の使用を含んだこともあり、この単語は「ああ神よ、我が口の言葉を聞け」の意味だと信じる信者もいる。翻訳されない単語はすでに寺院 (en:Temple (LDS Church)) の儀式 (オーディナンス、en:Ordinance (Latter Day Saints)) で英語版に置き換えられている。 "Pay Lay Ale" の分はヘブライ語のフレーズ "pe le-El", פה לאל '(口から神へ)から派生したと考える。
モルモン教徒の幾人かがアダムの言語から派生したと考える単語には、「デゼレト」(en:Deseret (Book of Mormon))  ("ミツバチ"、 エテル書 (en:Book of Ether) 2:3参照）や Ahman (神) がある。
「高価な真珠」(en:Pearl of Great Price (Mormonism)) のジョセフ・スミス訳聖書のモーセ書を含む節で、アダムの言語で書かれた「覚えの書」に言及している。

### 科学的発展
進化言語学 (en:evolutionary linguistics) の分野は1988年 Linguistic Bibliography に、心理言語学の副分野として再出現した。1990年、スティーブン・ピンカーとポール・ブルーム (en:Paul Bloom (psychologist)) は「自然言語と自然選択」 "Natural Language & Natural Selection"という論文を発表し、その中で強く言語の起源への適応主義的アプローチを論じている。進化言語学への興味の復活は彼らの論文のおかげだとしばしばみなされている。この発展は (1996年の) 言語の進化 (現在は "Evolang" として知られる) についての一連の会合によってさらに強化され、この問題に対する科学的学際的なアプローチと、大手学術出版社 (例：2001年よりオックスフォード大学出版局出版の Studies in the Evolution of Language シリーズ) や科学雑誌の興味を促進した。

## 注
1. ↑  Eco (1993), p. 32 f.
2. ↑  Eco (1993), 7-10.
3. ↑  Mazzocco, p. 159
4. ↑  mulierem invenitur ante omnes fuisse locutam. Eco (1993), p. 50.
5. ↑  Mazzocco, p. 170
6. ↑  Paradiso 26.133f.; Mazzocco, p. 178f.
7. ↑  en:Book of Moses 6:6.
8. ↑  John S. Robertson, "Adamic Language", in en:Encyclopedia of Mormonism (New York: Macmillan) 1:18–19.
9. ↑  Brigham Young, "History of Brigham Young", en:Millennial Star, vol. 25, no. 28, p. 439 (1863-07-11), cited in History of the Church 1:297, footnote (Young prays in the Adamic tongue).
10. 1 2  en:Journal of Discourses 2:342 (God = "Ahman"; Son of God = "Son Ahman"; Men = "Sons Ahman"; Angel = "Anglo-man").
11. ↑  en:Woman's Exponent 7:83 (1 November 1878) (Whitney sings a hymn in the Adamic tongue).
12. ↑  ゼファニヤ 3:9
13. ↑  en:Oliver Cowdery, "The Prophecy of Zephaniah", en:Evening and Morning Star, vol. 2, no. 18, p. 142 (March 1834).
14. ↑  en:Bruce R. McConkie (1966, 2d ed.). en:Mormon Doctrine (Salt Lake City, Utah: Bookcraft) p. 19.
15. ↑  エズラ・タフト・ベンソン (1988). Teachings of Ezra Taft Benson (Salt Lake City, Utah: Bookcraft) p. 93.
16. ↑  "Sample of the Pure Language" ca. March 1832
17. ↑  Steven Naifeh and Gregory White Smith, The Mormon Murders (New York: St. Martins's Press, 1988) ISBN 0-312-93410-6, p. 69. "the sign of the Second Token [is] raising both hands and then lowering them while repeating the incantation "Pay Lay Ale" three times"
18. ↑  Tamra Jean Braithwaite, A Mormon Odyssey (Xlibris Co., 2003) ISBN 1-4134-1878-3, p. 212. "In 1990, several significant portions of the endowment ceremony performed worldwide in Latter-day Saint temples were eliminated" including "the chanting in unison of "Pay Lay Ale, Pay Lay Ale, Pay Lay Ale" (supposedly meaning "Oh God, hear the words of my mouth" in the Adamic language)."
19. 1 2  "Current Mormon Temple Ceremony Now Available", Salt Lake City Messenger, no. 76, November 1990.
20. ↑  Moses 6:5, 46.
21. ↑  Pinker, Steven; Bloom, Paul (2011). “Natural language and natural selection”. Behavioral and Brain Sciences 13 (04):  707–727. doi:10.1017/S0140525X00081061. ISSN 0140-525X.

- Angelo Mazzocco, Linguistic Theories in Dante and the Humanists, ISBN 90-04-09250-1 (chapter 9: "Dante's Reappraisal of the Adamic language", 159-181)
- ウンベルト・エーコ, 完全言語の探求 (en:The search for the perfect language) (1993).